# Retaule de Peralta de la Sal
El Retaule de Peralta de la Sal és una obra realitzada al tremp sobre taula d'estil gòtic internacional realitzat per Pere Garcia de Benavarri i Jaume Ferrer II per a l'església parroquial de Peralta de la Sal entre 1450 i 1457. L'obra va ser desmembrada i venuda per taules a començament del segle xx i no se'n coneixia la seva composició fins que el 2013 els historiadors Francesc Ruiz i Albert Velasco van presentar un estudi que proposa la composició que hauria tingut i situa les quatre grans taules, actualment conservades a dos museus, on, tot i tenir atribuït l'autor, es desconeixia que procedien d'aquest retaule.
El retaule del període tardogòtic de terres d'Aragó, era l'antic retaule major de l'església parroquial de Peralta de la Sal, localitat ubicada a la Franja, a la comarca de la Llitera. Fins al 2013, l'únic coneixement que es tenia d'aquest conjunt era a partir d'un parell de descripcions del 1677 i 1873.

## Dades de context

### Autors
Pere Garcia de Benavarri fou un pintor del gòtic català, oriünd de la vila de Benavarri, capital del comtat de Ribagorça, a la segona meitat del segle xv. Està documentat a Saragossa, Benavarri, Barcelona, Lleida i Barbastre entre els anys 1445 i 1485. Va ser un dels principals pintors del gòtic a les terres de Lleida i la Franja. És tant important dins del territori lleidatà que se li va dedicar un àmbit monogràfic dins de l'exposició permanent del Museu de Lleida.
Jaume Ferrer II va ser un pintor lleidatà actiu al llarg de la segona etapa del gòtic internacional i format possiblement al taller de pintura que el seu pare, Jaume Ferrer I, devia tenir a la ciutat de Lleida. És influenciat per Bernat Martorell i dels corrents europeus quan va residir a Barcelona. La seva obra més coneguda és el retaule de la Verge dels Paers (1451-1454), conservat in situ a la Paeria de Lleida, realitzat vers l'any 1450 en un període avançat de la seva producció artística. Jaume Ferrer, que havia començat a la primera fase del gòtic internacional, va evolucionar a l'estil més realista de la segona fase d'aquest estil, quan capta els detalls i petits objectes de les escenes interiors buscant l'efecte de la profunditat que dona la llum en projectar la seva ombra al darrere. És un afany per descriure la realitat quasi com un inventari, amb força nombre d'objectes en un context d'escena costumista. Un altre exemple es pot observar en la manera exquisida com pinta la indumentària dels reis mags de l'escena de l'Epifania del Retaule de Verdú, un treball molt lluny d'aquella sobrietat del món italogòtic sienès del trecento i que l'acosta al gust pel detall del món flamenc, així com a la moda luxosa imperant a Florència i a les corts europees de l'època.

### Estil
Es desconeix si la doble autoria va ser resultat d'un treball conjunt o successiu. Certs elements fan pensar que Pere Garcia coneixia i es va inspirar en certs models de Jaume Ferrer, tal com ho assenyalen Ruiz i Velasco. Així, es pot establir un paral·lelisme entre la figura de Sant Miquel del Retaule de la Paeria -de Ferrer-, amb el del Retaule de l'Ametlla de Segarra, actualment a l'Episcopal de Vic, o amb el que es troba al museu de Saragossa provinent de la col·lecció Campmany.

## Història
No consta documentació del contracte, si bé algunes notícies posteriors permeten conèixer alguns aspectes de la seva ubicació i estructura. Va ser realitzat per ocupar l'altar major de l'església romànica de la població i ha estat datat entre 1450 i 1457. A mitjan segle xvii se li va fer una modificació per situar una talla d'un sant modern, probablement Sant Josep de Calassanç natural de Peralta. Es desconeix si aquesta modificació va alterar la predel·la o va ocupar l'espai d'un possible sagrari central. Amb la reforma del temple a l'estil barroc, el retaule va ser desplaçat a una capella del braç del creuer.
La primera notícia ben documentada sobre el retaule prové de la venda, el 1908. En aquella època la parròquia de Peralta de la Sal pertanyia a la diòcesi d'Urgell (fins al 1956 que va passar a Lleida i el 1995 a Barbastre), i el seu rector tenia intenció de vendre'l, per la qual cosa havia rebut l'autorització del bisbe d'Urgell, Joan Benlloch i Vivó, amb la condició que la junta de museus havia de tenir prioritat davant altres ofertes. El rector, Alfonso Callén i Cagicós, va remetre una carta a Josep Puig i Cadafalch, president de la Junta de Museus oferint-li la compra i fixant-li un termini per a decidir, ja que tenia ofertes de dos antiquaris que el valoraven en 15.000 pessetes.
La Junta de Museus va comissionar a Josep Pijoan perquè visités la parròquia i avalués l'oferta. En aquesta visita va quedar sorprès per les dimensions i la qualitat de factura de les taules, recomanant la seva adquisició. Pijoan va confeccionar un informe amb un croquis de la ubicació de les taules, que ha romàs inèdit fins començaments del segle XXI. Malgrat l'interès i celeritat mostrada per la Junta de Museus no es va aconseguir tancar l'operació i el retaule va passar a mans d'antiquaris.
Sembla que un dels antiquaris que va adquirir parts del retaule era Celestí Dupont, molt actiu en el mercat internacional al tombant del segle xix al xx des de la seva base a Barcelona, i qui havia ofert peces en diverses ocasions a la Junta de Museus.
Posteriorment les taules varen seguir camins diferents fins a la seva ubicació actual. La taula de la Dormició va passar per la col·lecció de Maties Muntadas (1853-1927) des d'on va passar al MNAC el 1956. Les taules de l'Anunciació i l'Adoració dels pastors varen estar a la col·lecció Ginn a Cleveland fins que el 1953 els hereus de Frank Hadley Ginn i Cornelia Root les varen donar al museu d'Art de Cleveland on es troben.
El frontal de l'altar, que no consta documentat a l'informe de Pijoan, va anar a parar a mans de Domingo Viñals, un antiquari d'Igualada que ho tenia exposat en un petit museu propi, tal com es va recollir en un document sobre la seva vida de 1942.

### Identificació del retaule perdut
Més enllà dels diferents estudis i atribucions sobre l'autoria de cadascuna de les taules, no estava clar de quin retaule havien format part. El primer que va aventurar la relació entre diferents taules vinculant-les a un únic retaule, tot i que desconeixia de quin es tractava, va ser Chandler R. Post (1881-1959) a la seva A History of Spanish Painting. La certesa en l'autoria d'algunes taules atribuïdes a dos pintors diferents feia difícil imaginar-les juntes al mateix retaule. L'aparició de l'informe de Pijoan i l'anàlisi d'unes taules de predel·la de la col·lecció dels germans Sunyer varen posar als historiadors Francesc Ruiz Quesada i Albert Velasco sobre la pista de la vinculació de certes taules amb el Retaule de Peralta de la Sal.

## Descripció

### Estructura

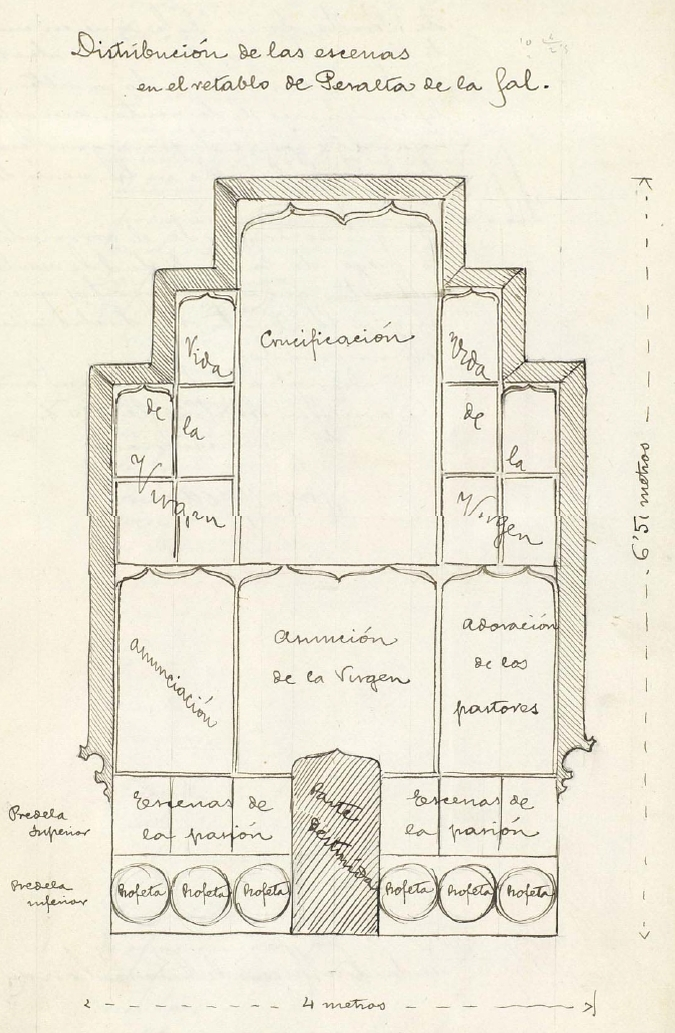
Esquema del retaule fet per Josep Pijoan

Segons la documentació de l'informe del retaule mesurava uns 4 m d'amplada per 6,5 m d'alçada, una configuració monumental amb una gran verticalitat i molt destacable per una petita localitat. El cos principal s'estructurava en tres carrers, el central amb una amplada superior al laterals, una característica que comparteix amb el Retaule d'Anento (Saragossa) de Blasco de Grañén, però no amb altres contemporanis què amb cinc, set i fins a nou carrers, tots ells els tenen de la mateixa amplada.
Les tres grans taules situades al pis inferior fixen la composició de carrers amb les escenes de la Dormició de Maria al centre, l'Anunciació a l'esquerra i la Nativitat i Adoració dels pastors a la dreta, és a dir, una de les taules del MNAC al centre, flanquejades per les dues taules del Museu d'Art de Cleveland. El pis superior hauria tingut al carrer central una gran taula amb un Calvari, actualment al MNAC i, els carrers laterals es subdividien en dos, amb taules més petites col·locades en tres pisos als carrers interiors i dos pisos els exteriors, creant un esgraonat amb el seu punt més alt en la taula del Calvari a tall d'àtic al carrer central. Aquest tipus d'estructura esgraonada que permet ocupar completament la superfície del mur apuntat de l'arquitectura gòtica, va comptar amb una gran difusió durant el gòtic internacional a l'Aragó, com es pot constatar al Retaule d'Anento (Saragossa) de Blasco de Grañén o al Retaule dels sants Prudenci, Llorenç i Caterina de la catedral de Tarassona (Saragossa), obra de Juan de Leví. Una fórmula diferent a la seguida pel valencià Lluís Dalmau a La Mare de Déu dels Consellers on adoptava directament dona a la taula la forma ogival del mur en lloc d'esgraonar taules quadrades per maximitzar l'espai ocupat per la pintura.
Les deu taules més petites dels carrers laterals, avui en parador desconegut, estaven referides a temes marians i algun cristològic amb una presència important de la Mare de Déu.
Sota el cos principal, s'ubicava una predel·la de dos pisos, el superior amb sis escenes dedicat al cicle de la Passió i l'inferior amb sis imatges de profetes. Aquesta predel·la doble era freqüent a l'Aragó durant el tardogòtic i té a veure amb la influència dels pintors valencians de començaments del segle xv, com ara Gonçal Peris, qui té un exemple al Retaule de la vida de la Verge de l'església parroquial de Rubiols de Mora (Terol). Segons va descriure Pijoan, al centre de la predel·la s'havia fet una intervenció per allotjar una talla moderna del sant de devoció. A partir d'unes notes que descriuen la visita a Peralta de la Sal del pare provincial dels escolapis el 1677, els historiadors Ruiz i Velasco dedueixen que podria haver estat de sant Josep de Calassanç.

### Taules

#### Dormició de la Mare de Déu

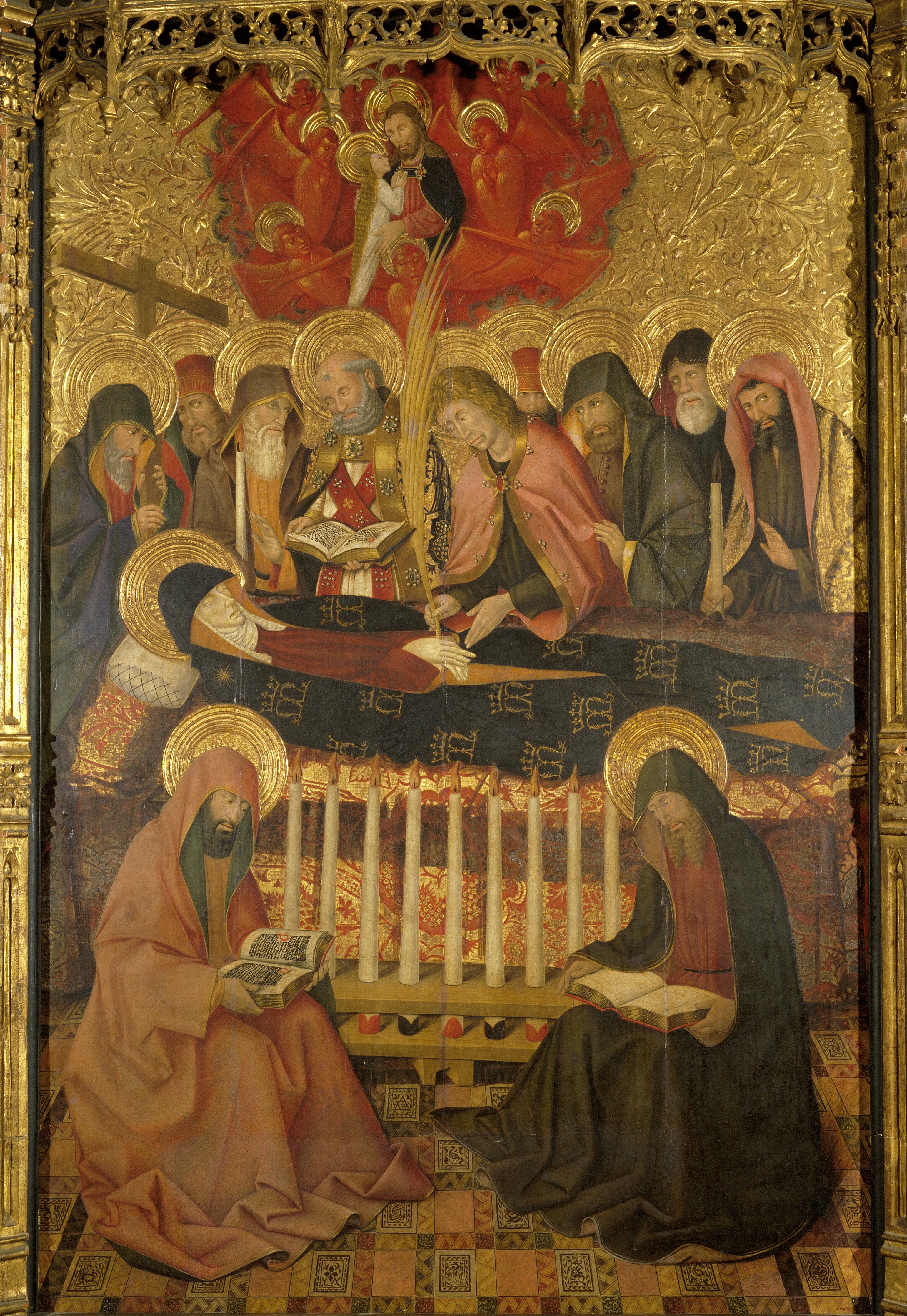
Dormició de la Mare de Déu

Es tracta de la taula central del retaule i la més gran, amb unes dimensions de 226 cm d'alt i 149 cm d'ample. Va ser realitzada per Garcia de Benavarri i, després que el retaule fos desmuntat, va passar a formar part de la col·lecció Muntadas fins que va ser adquirit pel MNAC el 1956.
En les primeres identificacions fetes per Post es va atribuir la seva autoria a Jaume Ferrer II, com les altres dues taules que estan a Cleveland, induït per la similitud cal·ligràfica de les "M" coronades que decoren el mantell blau de Maria a totes les taules i per la coincidència compositiva amb el retaule d'Alcover, obra de Ferrer, actualment al museu Diocesà de Tarragona. Deixava, però, un vel de dubte perquè també reconeixia en aquesta taula signes propis del de Benavarri. L'any 2000, Isidre Puig Sanchis va revisar aquests dubtes d'en Post i va proposar que la taula hagués estat començada per Jaume Ferrer II i culminada per Garcia de Benavarri. Si la similitud en la composició apunta a Ferrer, l'acabament dels rostres i els nimbes són clarament atribuïbles a Pere Garcia de Benavarri.
El treball de Ruiz i Velasco situa la finalització d'aquesta obra cap al 1457, abans que Garcia de Benavarri s'instal·lés a Barcelona contractat per la vídua de Bernat Martorell per dirigir el seu taller.

#### L'Anunciació

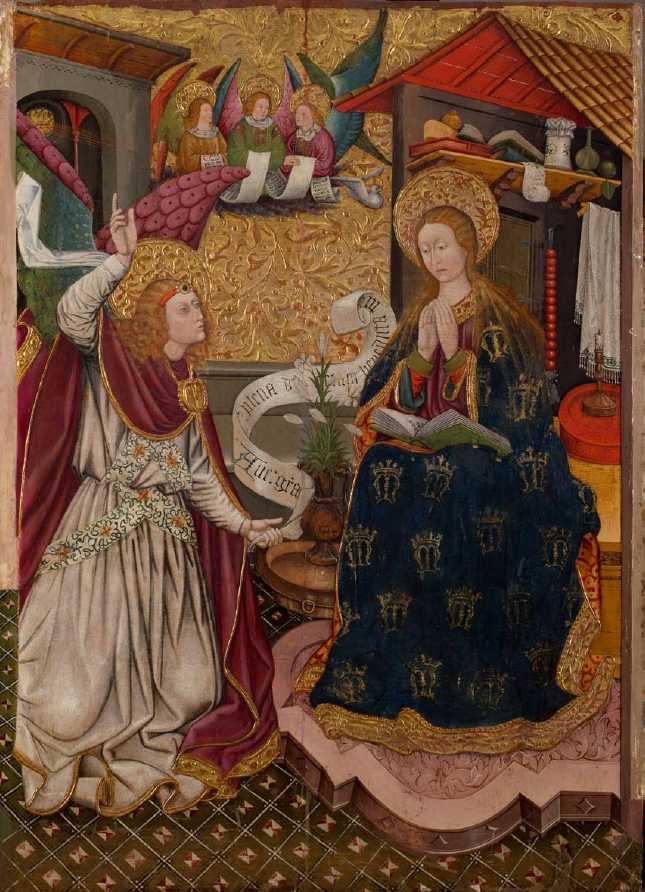
L'Anunciació

La taula ocupava el pis inferior del carrer esquerre. Les seves dimensions són 172 cm d'alt per 124,7 cm d'ample. La taula és obra de Jaume Ferrer II i és una de les dues que es conserva al Museu d'Art de Cleveland, on va entrar l'any 1953.
El tractament elaborat del fons d'or en cels i nimbes és amb relleu, seguint la tècnica de l'estofat.
L'entorn en què l'arcàngel Gabriel anuncia a Maria que serà la mare de Jesús, és una casa normal, si bé amb objectes de gran simbolisme. Els lliris representen la puresa de la Verge, el flascó tapat i la gerra d'aigua simbolitzen inviolabilitat, la magrana simbolitza la resurrecció de Crist, mentre que la poma fa al·lusió a la humanitat caiguda en desgràcia. Els dos llibres, tancat i obert, es refereixen, respectivament, als Antic i Nou Testament: el primer presagiant i l'altre acomplint la promesa del Messies. La tovallola i el gibrell cal interpretar-los com la font on el sacerdot que oficia es renta les seves mans durant la missa. És també un símbol de la puresa de la Verge.. La flama de l'espelma, símbol de la divinitat de Déu, que acaba d'apagar-se en referència a l'Encarnació; és el moment en què Déu es va fer home.
L'arcàngel, fa un gest cap a Déu visible en una finestra superior, proclamant el destí de la Verge com a mare de Crist.
Gabriel sosté un filacteri amb les paraules ave Maria gratia plena Dominus tecum benedicta tu (Déu et salvi Maria, plena de gràcia, el Senyor és amb tu).［Lluch 1:28］
A la part superior, entre Maria i l'arcàngel, tres àngels sostenen un altre filacteri, semi-enrotllat en espiral, per dins del qual circulen uns raigs emesos per la figura de Déu a la finestra, i sobre els quals viatja l'Esperit Sant representat pel colom que hi ha prop del cap de Maria. El missatge què sostenen aquests àngels és "Glòria a Déu a dalt del cel, i a la terra pau als homes que ell estima",［Lluch 2:14］ que ja fa referència al Naixement de Jesús.

#### Nativitat i Adoració dels pastors

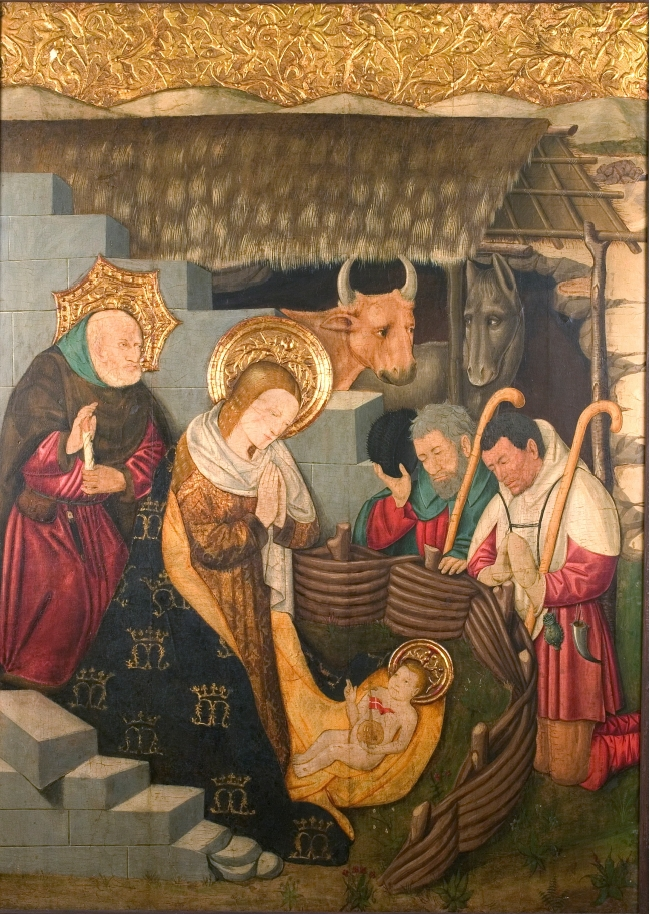
La Nativitat i Adoració dels pastors

La taula ocupava el pis inferior del carrer dret. Les seves dimensions són 172,7 cm d'alt per 124,4 cm d'ample. La taula és obra de Jaume Ferrer II i és una de les dues que es conserva al Museu d'Art de Cleveland, on va entrar l'any 1953.
Aplega dues escenes bíbliques en una composició: La Nativitat de Jesús i l'Adoració dels pastors, que es troben a la dreta de l'escena, contemplant agenollats el nadó. El Nen Jesús ocupa la part central, als peus de la seva mare, ajagut sobre el seu mantell, amb actitud de benedicció i sostenint a la seva mà esquerra la bola del món. Darrere de la Mare de Déu es troba sant Josep sostenint una espelma encesa, un gest que ja s'observava a l'escena del Naixement del mateix autor al Retaule de Verdú del museu de Vic. Està representat amb un nimbe poligonal, detall que expressa que es tracta d'un personatge de l'antiga aliança del poble jueu amb Déu, anterior de l'arribada del Messies.
La Mare de Déu porta un mantell blau amb una "M" de Maria amb una corona al damunt. Es tracta del mateix motiu ornamental de les altres dues taules del primer pis.
Darrere els personatges hi ha un mur mig enderrocat que separa l'espai on es troba la sagrada família i el pessebre amb un sostre de palla que aixopluga el bou i la mula. Per darrere de la construcció apareixen representades unes muntanyes i resta un petit espai per representar un cel daurat i estofat.
La factura dels rostres és desigual; si els pastors presenten una expressió força realista, els rostres de Maria i Josep resulten poc agraciats i semblen correspondre a una intervenció del taller de Ferrer.

### Predel·la
La predel·la estava estructurada en dos pisos amb sis taules cada pis. Al pis superior contenia escenes de la Passió i imatges de profetes a la predel·la inferior.
Es tracta d'un format poc habitual a Catalunya, però comú al tardo-gòtic en terres d'Aragó, on es troben exemples del període internacional a partir de 1418, com el cas del Retaule de la Vida de Maria de Rubiols, obra de Gonçal Peris.

Alguns exemples anteriors a València com el Retaule major de l'església de Meliana o el Retaule de Pobla Llarga, conviden a pensar en una influència de pintors d'aquesta zona cap a Terol. Posteriorment va ser adoptat per Blasco de Grañén en obres com el Retaule de Santa Maria d'Ontinyena, destruït el 1936.
Segons Pijoan, la predel·la hauria estat tallada en algun moment posterior a la seva creació per a ubicar una imatge al centre de la composició. No queda clar si estaven tallats els dos pisos, tal com mostra el seu croquis, o tan sols el pis superior per a ubicar una cartel·la on s'assentava la imatge en qüestió, tal com figura a la seva descripció. Tot i no comptar amb documentació sobre aquesta modificació, és anterior a 1677, ja que en una visita a Barbastre i Peralta de la Sal del pare Luis Cavada, provincial dels escolapis a Sardenya, esmenta l'existència d'una imatge de sant Josep de Calassanç al retaule. Es desconeix el destí de la predel·la, si bé l'estudi de Ruiz i Velasco recull que podria haver estat, l'any 1942, en poder de l'antiquari Domingo Viñals, qui tenia bones relacions amb el bisbe de la Seu d'Urgell, en Joan Benlloch i Vivó.
Per poder imaginar quin hauria estat el contingut de la predel·la del retaule de Peralta, a més del retaules esmentats, es poden observar altres com el Retaule de Pallaruelo de Monegros de Martín de Soria.